# 女士漫畫
女士漫畫（日语：レディースコミック，Ladies comic），簡稱，有時也譯作淑女漫畫，是日本女性漫畫的一種子分類。原本女士漫畫跟女性漫畫兩詞均用於表示給20歲以上女性觀看的漫畫，現在則用於表示那些描寫以女性為對象並有激烈性愛畫面的成人向女性漫畫。

## 延伸閱讀
- 堀あきこ. . 臨川書店. 2009年. ISBN 978-4653040187.
- 守如子. . 青弓社. 2010年. ISBN 978-4787233103.